# Pianke (Film)
Pianke ist ein Spielfilm der DEFA im Auftrag des Fernsehens der DDR von Gunter Friedrich aus dem Jahr 1983 nach dem Roman Pianke von Peter Abraham aus dem Jahr 1981.

## Handlung
Zum Ende des Zweiten Weltkriegs bewegt sich auf einem Fluss ein Segelboot zwischen den kämpfenden Truppen der deutschen Wehrmacht und der sowjetischen Roten Armee. Als die deutschen Geschütze das Boot ins Visier nehmen, beginnen die Insassen das Volkslied Der Mai ist gekommen zu singen, worauf der Beschuss eingestellt wird. Nun wird die Geschichte erzählt, wie es zu dieser Situation kam, die etwa zwei Jahre vorher begann.
Herr Groß sitzt mit seinem Sohn Andreas im Luftschutzkeller seines Hauses. Nach der Entwarnung bekommt er von einem Luftschutzhelfer den Hinweis, dass vor seiner Wohnung zwei Polizisten in Zivil warten. Deshalb gehen die beiden nicht nach oben, sondern in eine Gartenlaube, die Andreas Vater bereits besorgt hatte. Auf dem Weg dorthin erklärt der Vater die Gründe des Ortswechsels, die politischer Natur sind und dass Andreas ab sofort Diethelm Krüger heißt. In der Kleingartenkolonie werden sie von dem neugierigen Blockwart Herms ausgehorcht, dem sich der Vater als Mitarbeiter Heinrich Hoffmanns, des Hausfotografen Adolf Hitlers ausgibt. Die Hoffnung des Jungen, ab nun nicht mehr zur Schule gehen zu müssen, erfüllt sich leider nicht. Der Lehrer verpasst ihm auch gleich einen neuen Spitznamen. Da er nicht sehr kräftig gebaut ist, nennt er ihn Pianke, was in der Mark der Ausdruck für Schwindelweizen ist.
Eines Nachts steht ein fremder Mann mit einem Judenstern in der Laube. Er konnte glaubwürdig versichern, dass er der Vorbesitzer des Grundstücks ist und nur ein paar versteckte Briefe von seiner verstorbenen Frau holen will. Elias Schmuckstein ist aber nicht bereit, sich von Piankes Vater helfen lassen, um unterzutauchen. Dafür kommt er aber bei einem nochmaligen Besuch mit einem rückdatierten Kaufvertrag für sein Segelboot vorbei, welches er für symbolische drei Mark verkauft. Dafür wäre er aber dankbar, wenn Vater (Groß)/Krüger das jüdische Mädchen Rachel aufnehmen würde. Das Mädchen steht auch schon vor der Tür, wird nun Irma genannt und ist ab sofort die Cousine Piankes. Nur zur Schule gehen kann sie nicht, da das Jiddisch in ihrer Aussprache eindeutig herauszuhören ist.
Bei den Dreien wird das Essen langsam knapp, denn Piankes Vater kann keine gefälschten Pässe mehr herstellen, da ihm bestimmte Materialien fehlen. Nach langen Überlegungen schickt er seinen Sohn zu dem Fotoladen einer Bekannten, um die Sachen zu besorgen. Fräulein Heumeier beschafft die Materialien noch am selben Tag, versucht aber den Aufenthaltsort Piankes herauszufinden. Grund dafür ist ein persönliches Interesse an seinem Vater, dessen Frau schon vor längerer Zeit verstorben ist. Mit einem Trick erfährt sie die Adresse, was Pianke sehr unangenehm ist, erst recht als er merkt, dass die junge Frau mit in der Laube wohnen wird.

## Produktion
Pianke wurde auf ORWO-Color gedreht und hatte seine Erstausstrahlung am 9. Januar 1983 im 1. Programm des Fernsehens der DDR.
Drehorte waren u. a. in Berlin das ehemalige Haus der Technik und spätere Kunsthaus Tacheles in der Oranienburger Straße und der S-Bahnhof Potsdam-Babelsberg.
Pianke ist am 1. September 2017 auf DVD erschienen.

## Kritik
Peter Hoff bemerkte im Neuen Deutschland über den Film, dass der Szenarist des Films und Autor des gleichnamigen Kinderbuches Peter Abraham eine aussagekräftige Fabel und ein in vielen Details beklemmendes Zeitbild gestaltete. Auch die wohlbedachte Filmdramaturgie Anne Goßens trug mit zur großen politischen und poetischen Kraft des Films bei.
Das Lexikon des internationalen Films stellt fest, dass der Fernsehfilm den Alltag im Deutschland des Dritten Reiches kindgemäß spannend darstellt.

## Auszeichnungen
- 1983: Kinderfilmfestival „Goldener Spatz“ – Ehrenpreis der Jury des jungen Publikums für Spielfilm/Fernsehspiel
- 1983: Kinderfilmfestival „Goldener Spatz“ – Sonderpreis des Ministers für Volksbildung